# Bataille de Bassano
 (février 2024).
Pour les articles homonymes, voir Bassano.
Première Coalition
Batailles
La bataille de Bassano eut lieu le 8 septembre 1796, pendant les guerres de la Révolution française, dans la province italienne de Vénétie, entre les forces françaises du général Bonaparte et les forces autrichiennes du comte Wurmser. La bataille se solda par une victoire française. Dans leur retraite, les Autrichiens abandonnèrent artillerie, bagages et approvisionnement.

## Contexte
Après avoir été battu par les troupes Françaises à Covolo, les troupes Autrichiennes de Wurmser se dirigèrent sur Bassano.

## La bataille
Bonaparte était arrivé le 8 septembre devant Bassano. 
Wurmser, surpris dans cette position, résolut néanmoins de recevoir la bataille qu'il aurait pu éviter en rétrogradant dans la direction où se trouvait son avant-garde. Sebottendorf et Quasdanowich furent postés sur un rideau en avant de Bassano, parallèlement à la Brenta. Le quartier général, avec quelques troupes d'élite, resta dans Bassano. Les pontons et l'artillerie étaient en arrière sur la route de Cittadella. 
L'armée française, en débouchant des gorges près de Solagna, rencontra les bataillons d'avant-garde qui y avaient été postés.
 Augereau se porta aussitôt avec sa division sur la rive gauche de la Brenta, détachant sur la rive droite la 4e demi-brigade de deuxième formation, qui fut suivie par la division Masséna. 
Il était à peine sept heures du matin quand le combat commença par une vive fusillade de tirailleurs que soutint presque aussitôt l'artillerie légère en batterie sur les deux rives. Les Impériaux forts de leur position, et encouragés par les exhortations de leurs chefs, soutinrent quelque temps le choc des Français. Ils furent enfin culbutés par une charge vigoureuse de la 5e demi-brigade légère de deuxième formation et de la 4e demi-brigade, le désordre devint général en quelques instants. Murat lança sur eux quelques détachements de cavalerie qui les poursuivirent l'épée aux reins.
 Une partie s'enfuit dans la direction du camp de Quasdanowich, l'autre du côté de Bassano leur arrivée répandit l'épouvante sur ces deux points. Par suite d'un malentendu, les pontons et la réserve d'artillerie, qui auraient dû suivre la route de Cittadella, rentrèrent en ce moment dans Bassano, ce qui porta la confusion au comble. 
Les Français y arrivaient de l'autre côté. Augereau entra dans la ville au pas de charge et par la gauche, pendant que Masséna y pénétrait par la droite suivi de sa division et de la 4e demi-brigade, dont une partie à la course et une partie en colonnes serrées. Les soldats républicains se précipitèrent sur les pièces qui défendaient le pont de la Brenta et les enlevèrent malgré la résistance des artilleurs autrichiens qui se firent bravement tuer sur leurs canons. Le pont fut franchi et les soldats de Masséna entrèrent de vive force dans la ville, où ils eurent encore a vaincre la résistance désespérée de la réserve de grenadiers, élite de l'armée autrichienne, chargée de protéger la retraite du quartier général. Leur dévouement héroïque permit seul à Wurmser de sortir de Bassano, vivement poursuivi par un détachement des guides du général Bonaparte, il fut même sur le point d'être pris dans une charge avec le trésor de l'armée impériale.
Wurmser gagna Fonteniva, ou il passa la Brenta. Quasdanowich, débordé par sa gauche et ne pouvant se replier sur Vicence, fut contraint de se jeter dans le Frioul. De toute son armée, le maréchal ne put rallier dans sa déroute que 10 000 fantassins, totalement découragés, et 6 000 cavaliers, moins démoralisés parce qu'ils n'avaient pas eu à combattre. 

## Conséquences

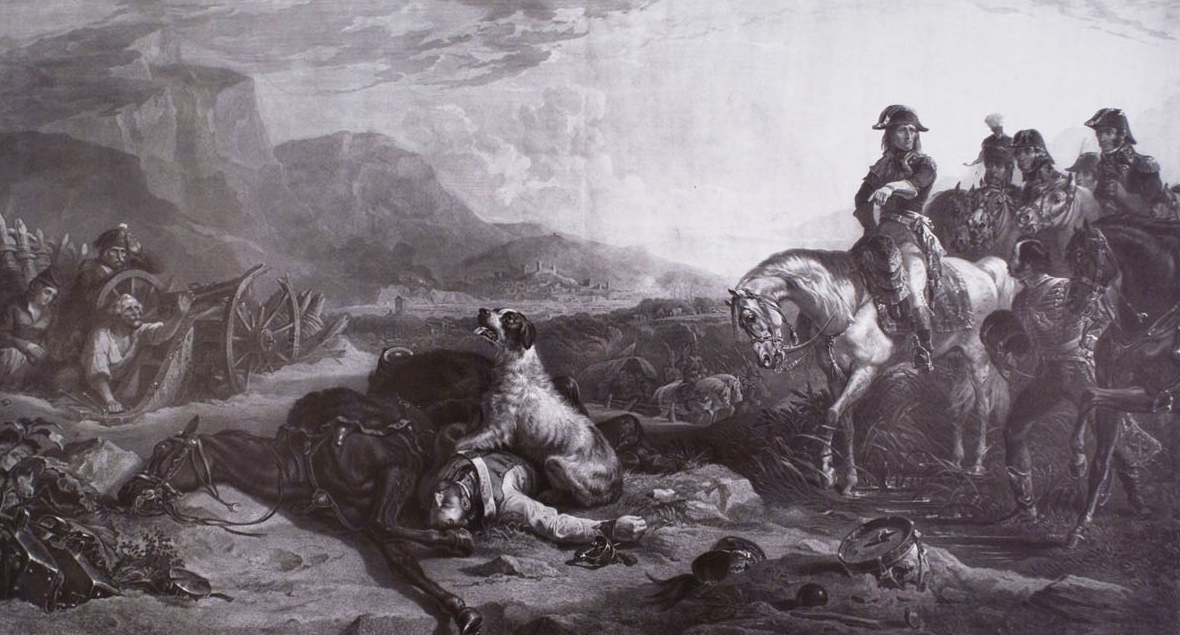
Bonaparte à Bassano.

À la demande de Bonaparte, pour sa conduite exemplaire, Jean Lannes est promu général de brigade.
Une anecdote est liée à cette bataille de la première campagne d'Italie.
Lors d’une de ses multiples discussions avec Las Cases à Sainte-Hélène, l’empereur lui relata un événement de la première campagne d’Italie qui l’avait marqué.
L’action se déroule à Bassano le 8 septembre 1796 où, alors général, il remporte une victoire décisive sur les Autrichiens du comte Wurmser qui lui abandonnèrent cinq drapeaux, trente-cinq pièces de canon attelées, autant de caissons, deux équipages de pont de trente-deux bateaux, également attelés, et plus de deux cents fourgons avec une partie des bagages de l'armée ennemie restèrent dans les mains des vainqueurs
Traversant le champ de bataille à la suite de cette affaire, il se déplace parmi les morts quand soudain… :
Par un beau clair de lune et dans la solitude profonde de la nuit, un chien sortant tout à coup de dessous les vêtements d’un cadavre, s’élança sur nous et retourna presque aussitôt à son gîte, en poussant des cris douloureux ; il léchait tour à tour le visage de son maître, et se lançait de nouveau sur nous ; c’était tout à la fois demander du secours et rechercher la vengeance.
Soit disposition du moment, soit du lieu, l’heure, le temps, l’acte en lui-même, ou je ne sais quoi, toujours est-il vrai que jamais rien, sur aucun de mes champs de bataille, ne me causa une impression pareille.
Je m’arrêtais involontairement à contempler ce spectacle.
Cet homme, me disais-je, a peut-être des amis ; il en a peut-être dans le camp, dans sa compagnie, et il gît ici abandonné de tous excepté de son chien !
Quelle leçon la nature nous donnait par l’intermédiaire d’un animal !
Ce qu’est l’homme ! Et quel n’est pas le mystère de ses impressions ! J’avais sans émotion ordonné des batailles qui devaient décider du sort de l’armée ; j’avais vu d’un œil sec exécuter des mouvements qui amenaient la perte d’un grand nombre d’entre nous ; et ici je me sentais ému, j’étais remué par les cris et la douleur d’un chien !
Ce qu’il y a de bien certain, c’est qu’en ce moment j’eusse été plus traitable pour un ennemi suppliant ; je concevais mieux Achille rendant le corps d’Hector aux larmes de Priam.